# Studenterkredsen
Foredragsforeningen Studenterkredsen er en sammenslutning af studerende med tilknytning til den grundtvigske tradition.
Studenterkredsen (eller bare Kredsen) arrangerer en række foredrag inden for felter som teologi, filosofi, æstetik og politik. Formålet med disse arrangementer er ifølge foreningens vedtægter at kombinere universitetets høje faglige niveau med højskoleforedragets nysgerrighed i forhold til livet og dets insisteren på livets væsentlige spørgsmål.
Studenterkredsen udgiver tidsskriftet Studenterkredsen, der ligger i tråd med foreningens virke, og indeholder bidrag af både studerende, professorer, præster og lægfolk.

## Historie
Stiftet 1888 som Frisindet Diskussionsklub (navnet blev ændret i 1892). Studenterkredsen har siden været et samlingssted i København, senere også i Århus og Odense, for kulturelt og kirkeligt interesserede studerende.
Studenterkredsen har siden 1904 holdt et årligt højskole-sommermøde over en uge.
Studenterkredsen holder til på Vartov, som er centrum for en lang række foredragsarrangementer o.a. Vartov har tilhørt Grundtvigsk Forum siden 1947 og bygningen huser også et kollegium. Vartov ligger på Farvergade 27, midt i København og tæt på Rådhuspladsen.
Studenterkredsen Århus eksisterer også stadig og holder til i Aarhus Universitets bygninger. 

## Tryksager
Studenterkredsen har igennem sin levetid været involveret i en række udgivelser: Således har et samarbejde omkring Studenterkredsen frem til 1997 udgivet 63 årgange af tidsskriftet Kredsen. Det begyndte igen at udkomme i april 2014. 
I 1988 blev udgivet et jubilæumsskrift i forbindelse med Studenterkredsen i Københavns 100-års-jubilæum. Enkelte eksemplarer af dette er stadig tilgængelige gennem bestyrelsen i København.
I 2013 udkom bogen Kontinuitet og radikalisme. Studenterkredsen og teologien i det 20. århundrede (red. Kristoffer Garne og Rasmus Vangshardt). Den indeholder 33 genoptrykte artikler fra foreningens tidsskrift, der udkom fra 1933 til 1997, samt 11 nye bidrag af blandt andre dr.theol. Ole Jensen, mag.art. Anders Thyrring Andersen, dr.phil. Dorthe Jørgensen og ph.d. Jes Fabricius Møller.